# الضفيرة داخل الصلبة
الضفيرة داخل الصلبة (بالإنجليزية: Intrascleral plexus) هي شبكة من الأوعية الدموية تتواجد داخل مادة صلبة العين. يدخل الدم من خلال القنوات الصغيرة المتصلة بقناة شليم، ويخرج من خلال الأوعية السطحية، ثم يمررها إلى الأوردة الهدبية الأمامية.